# Dolce stil nuovo (cykl Jerzego Żuławskiego)
Dolce stil nuovo – cykl sonetów młodopolskiego poety Jerzego Żuławskiego. Cykl składa się z dwudziestu trzech utworów. Są to Sonet wstępny, Cieniom Adama Asnyka, Myśl jest wszystkiem..., Rozmowa z duszą, Stare księgi, Cierpienie, Są prawdy gorzkie..., Wieczór, Palimpsest, Posąg w Sais, Matematyka, Dwie moce, Słowa są mędrca..., Na Gierlachu, Nikłe światło, Dla Marii Konopnickiej, Teatr bogów, Ave homo!, Myśl twórcza, Donkiszoci, Zwycięzca, Szaleństwo i Podróżnik opowiada. Sonety są napisane jedenastozgłoskowcem lub trzynastozgłoskowcem. Tytuł jest nawiązaniem do nurtu w średniowiecznej poezji włoskiej.
Nie mów o sobie, iżeś już zwyciężył,
póki prócz słów twych chełpliwego dźwięku
nie ma świadectwa, iżeś świat miał w ręku
i moc duchową przeciw niemu tężył.
(Zwycięzca)
Głazy mając pod stopą a nad głową chmurę,
po stopniach piramidy, która z bożej kielni
wzrosła, gdy jeszcze Jego snem byli śmiertelni,
bez odpocznienia szedłem na najwyższą górę.
(Na Gierlachu)